# Église Saint-Pierre-ès-Liens de La Douze
Pour les articles homonymes, voir Église Saint-Pierre-ès-Liens.
L'église Saint-Pierre-ès-Liens est une église catholique française située à La Douze, dans le département de la Dordogne, en région Nouvelle-Aquitaine.

## Localisation
L'église Saint-Pierre-ès-Liens est située dans le département français de la Dordogne, en Périgord central, à l'entrée nord-est du bourg de La Douze, en bordure de la route départementale 710.

## Historique
L'église a été bâtie aux XIVe et XVe siècles.
Elle est inscrite au titre des monuments historiques depuis le 6 janvier 1927.

## Architecture
L'église, de direction nord-est / sud-ouest, est bâtie dans un style gothique flamboyant.
Un clocher-porche massif du XIVe siècle percé de quatre grandes baies surmonte le portail occidental ogival.
L'intérieur se compose d'un narthex prolongé, au bas de quelques marches, d'une nef du XIVe siècle et d'un chœur. Sur le côté gauche de la nef une porte avec escalier à vis permet d'accéder à la charpente et au clocher. Quatre chapelles du XVe siècle, deux au nord et deux au sud, s'ouvrent sur les côtés de la nef.

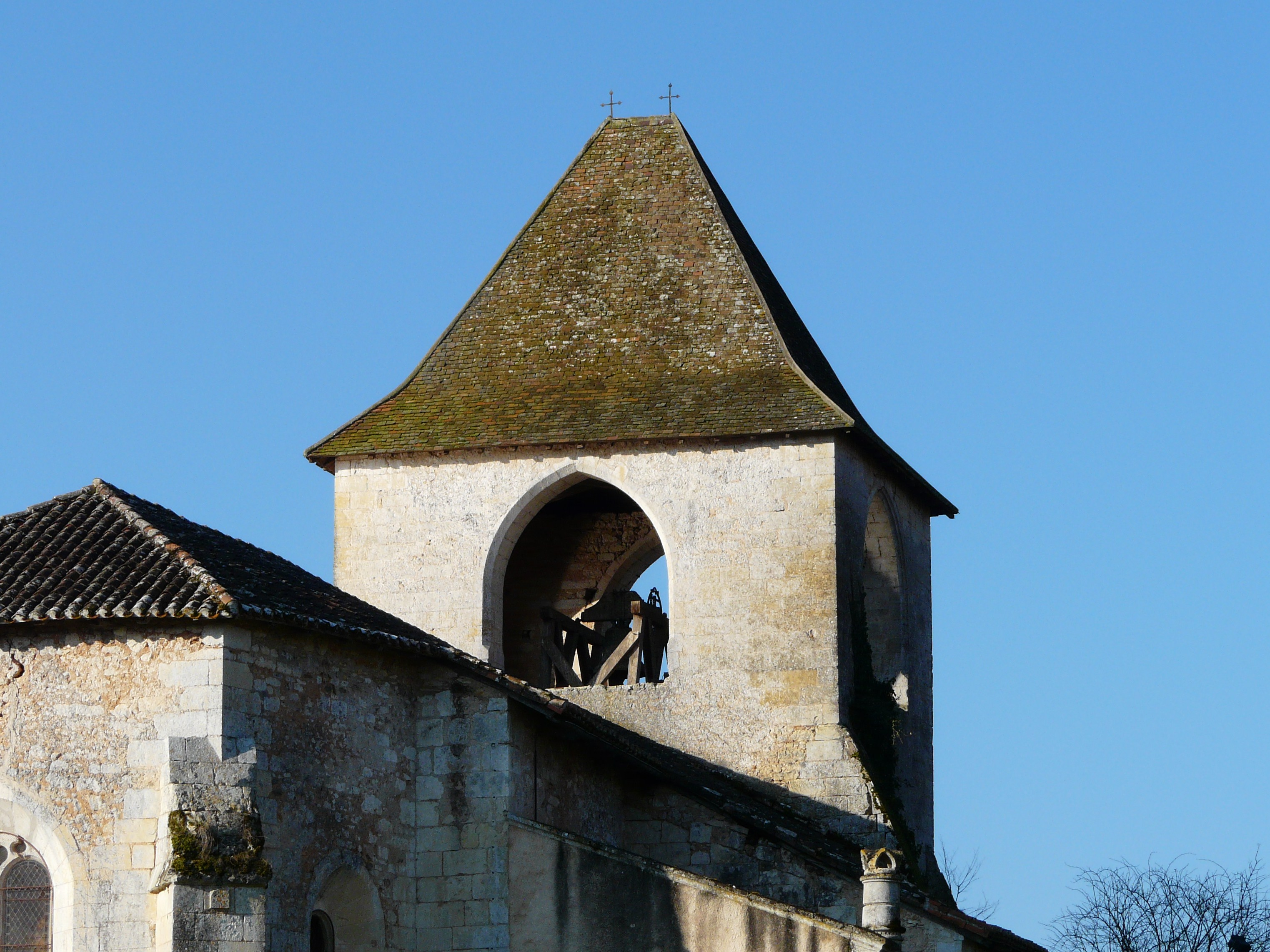
Le clocher.
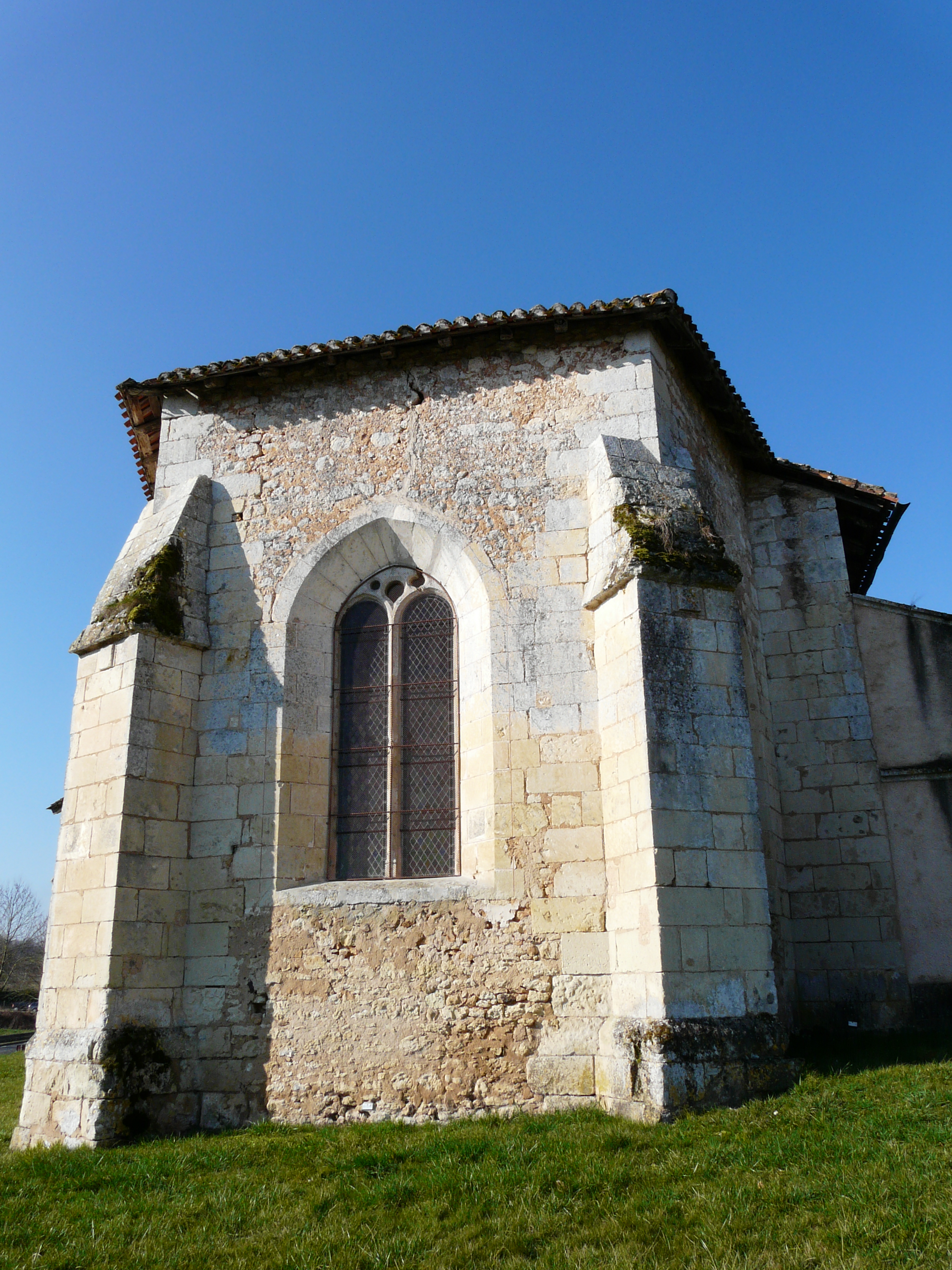
Le chevet.
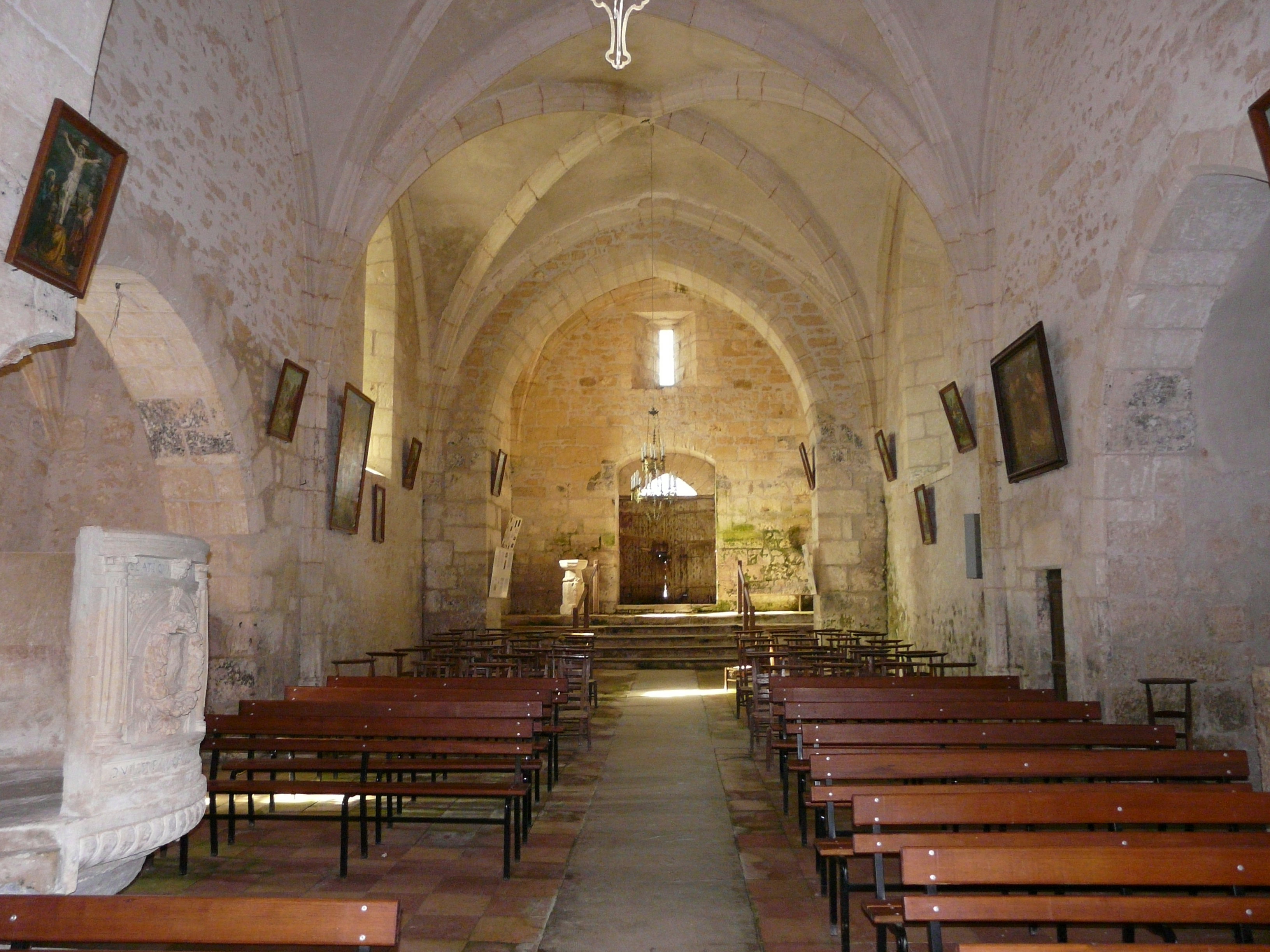
La nef vue depuis le chœur.
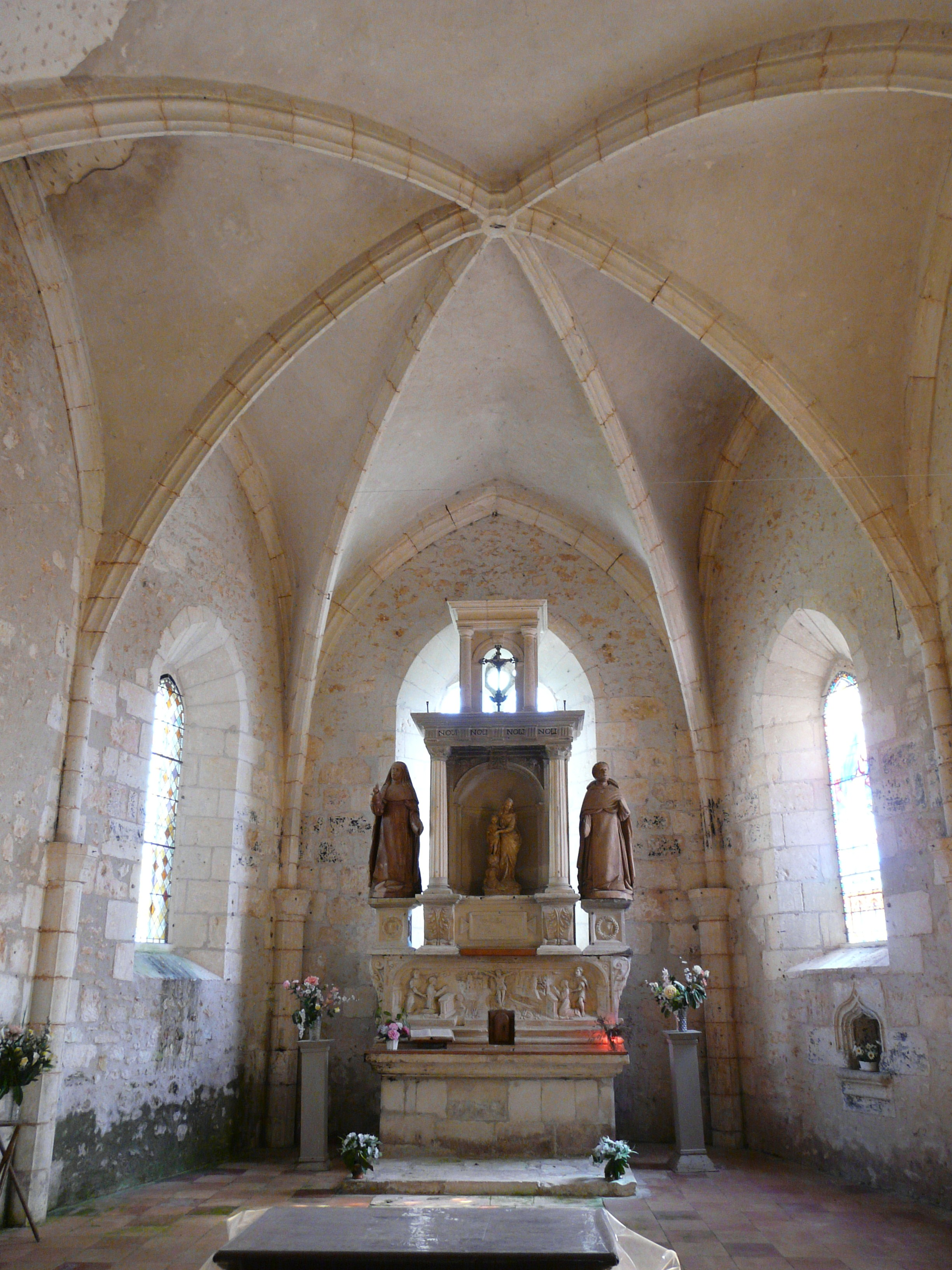
Le chœur avec le maître-autel.
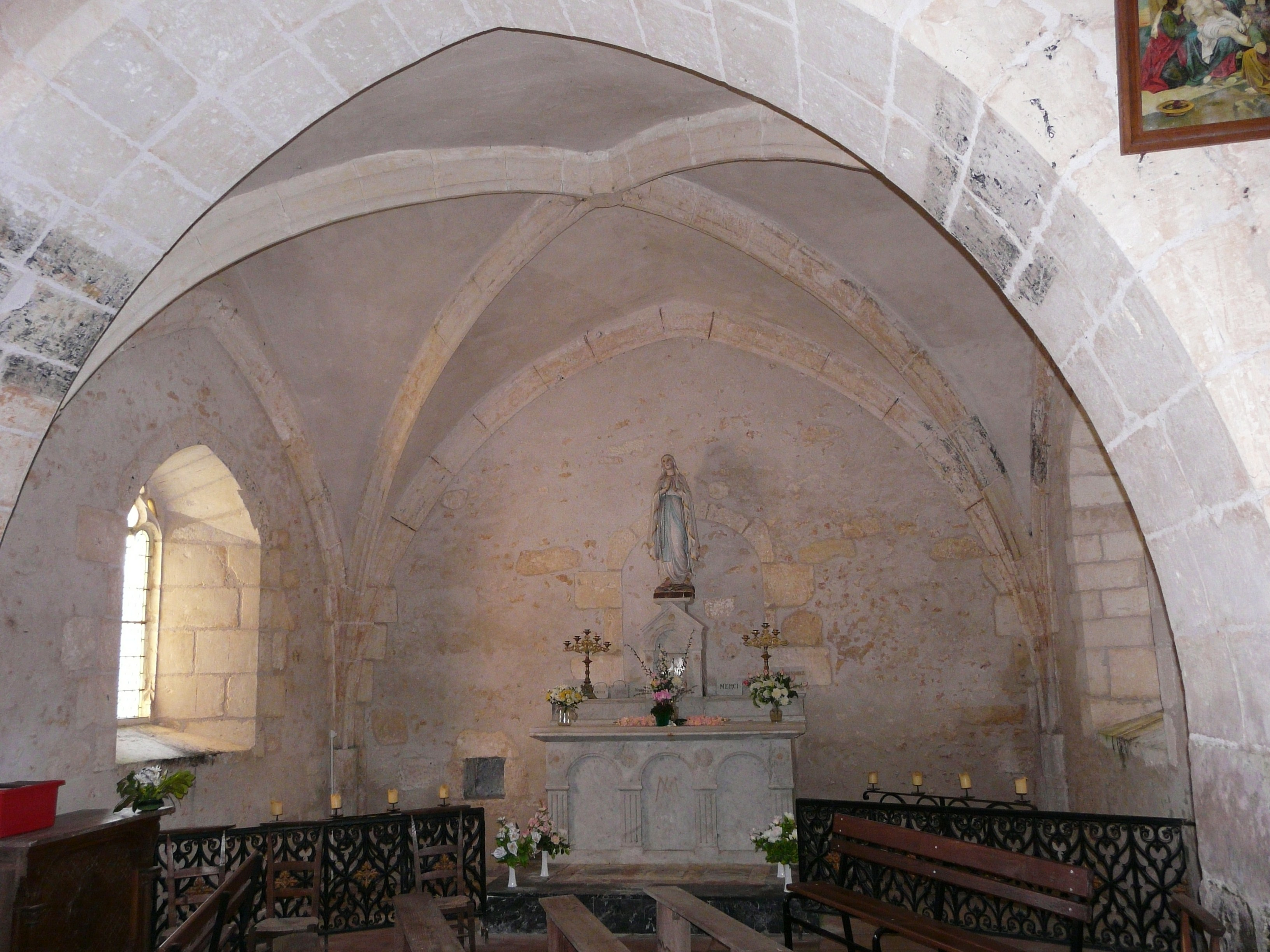
La chapelle dite de la Vierge.

## Mobilier
À l'intérieur de l'église, plusieurs objets sont classés au titre des monuments historiques : la chaire en pierre sculptée portant la date de 1547, l'ensemble composé du maître-autel et du retable, tous deux en pierre, une dalle funéraire, ainsi qu'une colonne gallo-romaine creusée qui servait de bénitier.
Dernières traces visibles aussi derrière le maître-autel, des escaliers conduisent à la crypte (aujourd'hui condamnée).   

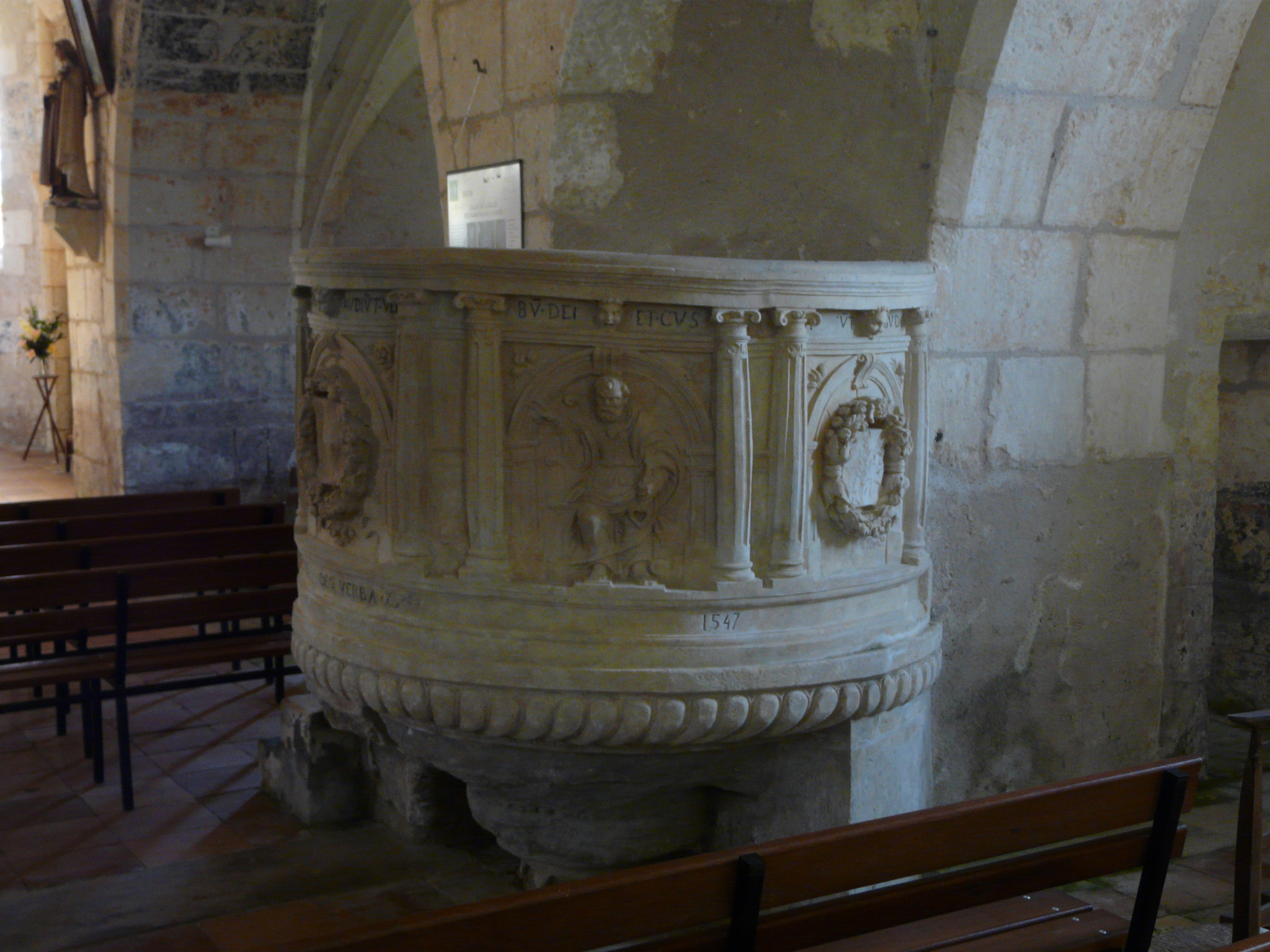
La chaire en pierre.
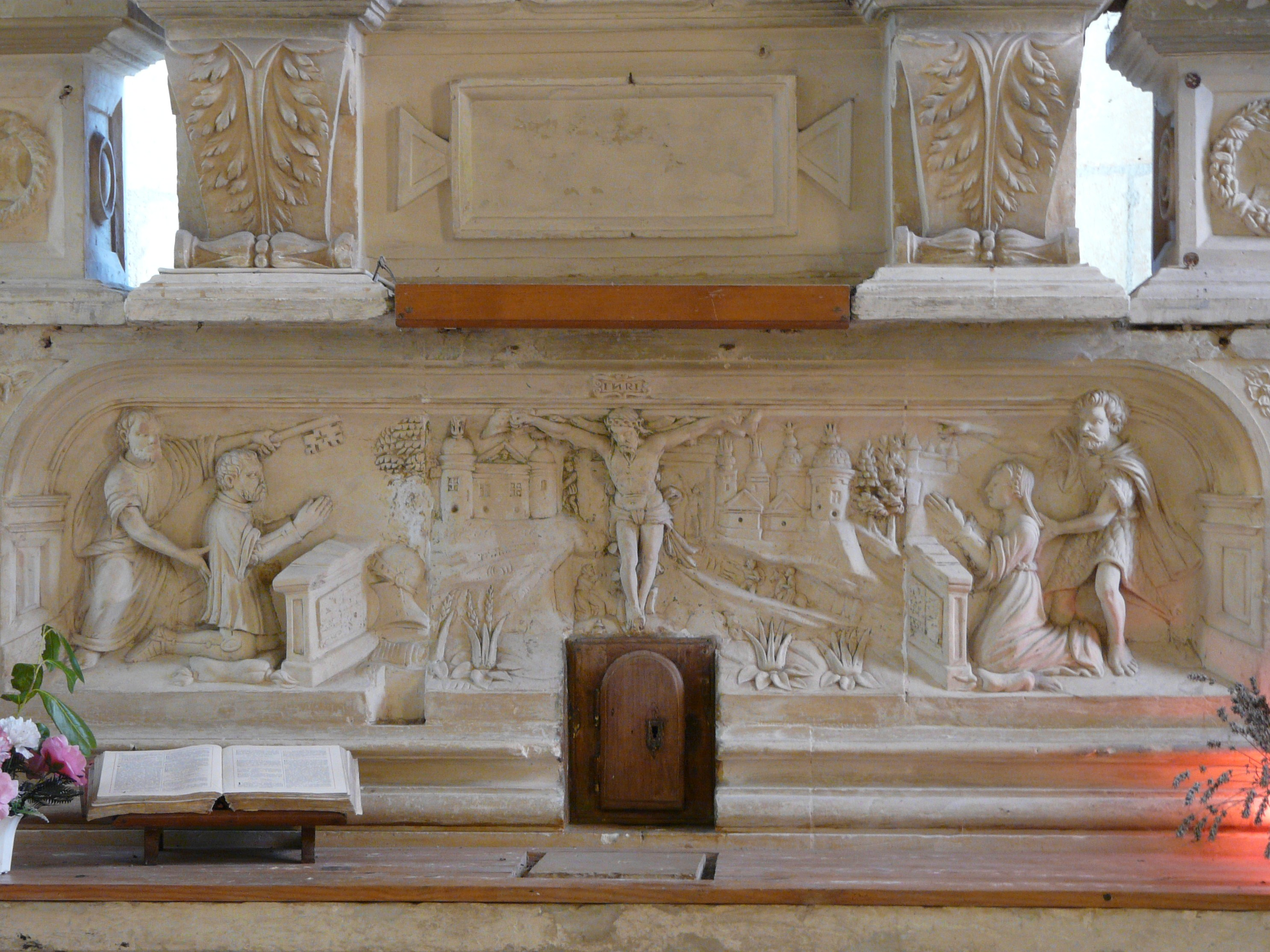
Le retable du maître autel.
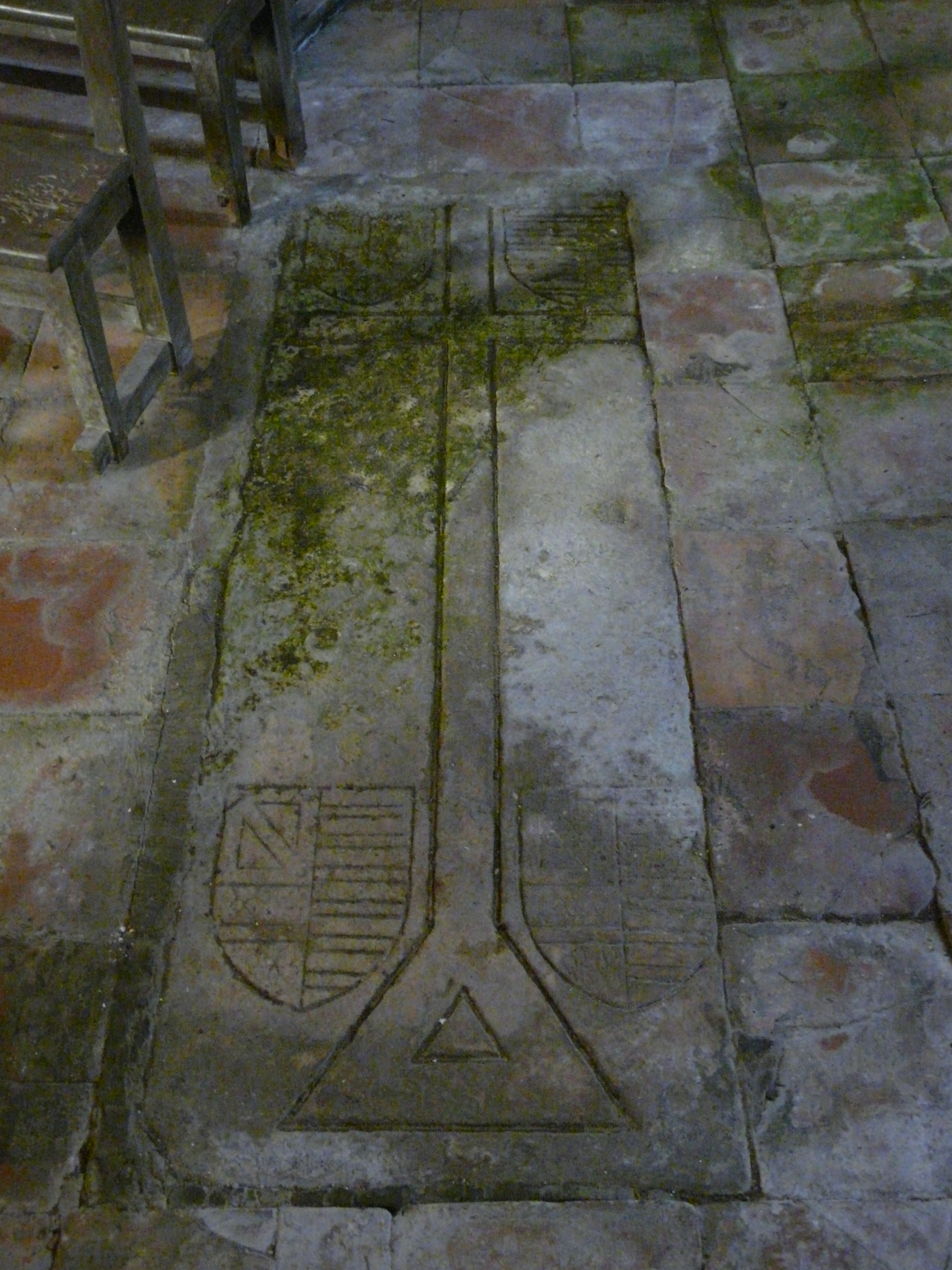
La dalle funéraire.
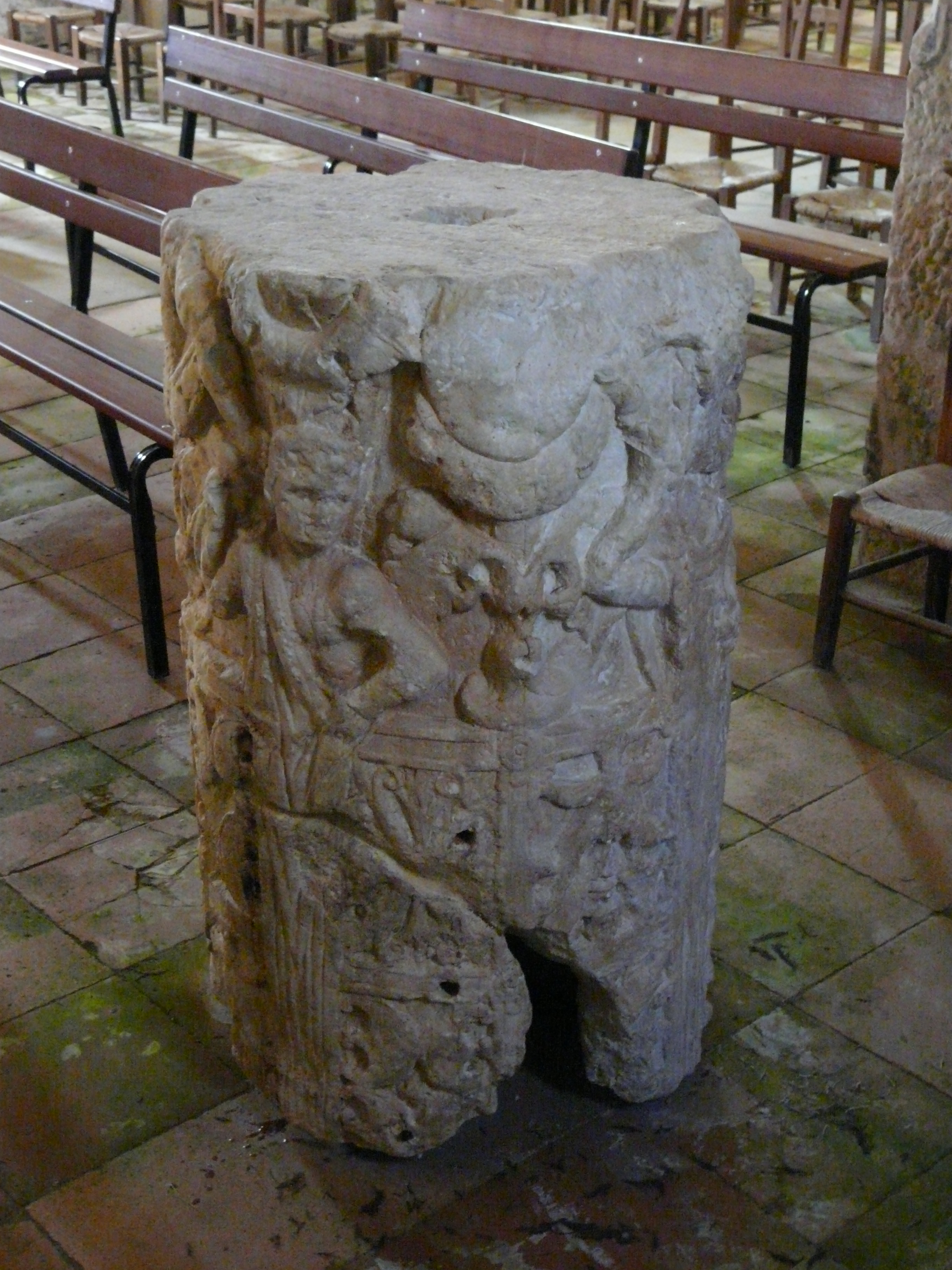
La colonne gallo-romaine.